# راورث
راورث (به انگلیسی: Rawreth) یک روستا و محله مدنی در بریتانیا است که در Rochford واقع شده‌است. راورث ۱٬۱۲۶ نفر جمعیت دارد.